# Ravine Pinard
Die Ravine Pinard ist ein Zufluss des Pagua River im Osten von Dominica im Parish Saint David.

## Geographie
Die Ravine Pinard entspringt südlich von Deux Branches auf ca. 410 m über dem Meer und fließt stetig und in steilem Verlauf nach Norden. Gegenüber von Stonefield Estate mündet er von rechts und Süden in den Pagua River.